# نیو ژیوان
نیو ژیوان (انگلیسی: Niu Zhiyuan؛ زادهٔ ۱۳ دسامبر ۱۹۷۳) تیرانداز اهل چین است.